# (1753) Mieke
(1753) Mieke ist ein Asteroid des Hauptgürtels, der am 10. Mai 1934 vom niederländischen Astronomen Hendrik van Gent in Johannesburg entdeckt wurde.
Der Asteroid ist nach der Ehefrau des niederländischen Astronomen Jan Hendrik Oort benannt.